# Будик (граф Корнуая)
Будик (фр. Budic, брет. Budic; умер между 945 и 952) — граф Корнуая.

## Биография
Будик, возможно, происходил от раннесредневековых правителей Бретани. Он мог быть сыном Будика Берхука, потомка Градлона, брата короля Бретани Алана II Длинного.
В середине X века граф Будик со своими сыновьями принёс пожертвования в аббатство Ландевеннек. В недатированном источнике того же времени Будик упоминается уже умершим. Скорее всего, он скончался между 945 и 952 годами, после чего графом Корнуая стал его старший сын Бенедикт. Будик был первым известным представителем Корнуайского дома.
Имя жены Будика неизвестно. Их детьми были:
- Бенедикт (умер в 1026) — граф Корнуая с 945 или 952 года, епископ Кемпера в 1003—1022 годах
- Альфред